# Żabno
Żabno je starobylé město na jihu Polska v Malopolském vojvodství v okrese Tarnów. Leží na pravém břehu řeky Dunajec. V roce 2024 zde žilo 4 100 obyvatel, rozloha města je 11,13 km².

## Partnerská města
- Bad Berka, Německo